# Cantón de Levallois-Perret-Norte
El cantón de Levallois-Perret-Norte era una división administrativa francesa, que estaba situada en el departamento de Altos del Sena y la región de Isla de Francia.

## Composición
El cantón estaba formado por dos fracciones de dos comunas:
- Clichy (fracción)
- Levallois-Perret (fracción)

## Supresión del cantón de Levallois-Perret-Norte
En aplicación del Decreto nº 2014-256 de 26 de febrero de 2014, el cantón de Levallois-Perret-Norte fue suprimido el 22 de marzo de 2015 y sus 2 fracciones de comuna pasaron a formar parte; una del nuevo cantón de Clichy y otra del nuevo cantón de Levallois-Perret.